# Hemesath
Hemesath ist eine deutsche Rock-Band aus Beckum.

## Geschichte
Die Band wurde 2012 von Christopher Zumbült, André Rasfeld, Wolfgang „Wolle“ Broschk, Peter „Pedda“ Bernhard, Mick Lück und Frank „Schoppa“ Schoppengerd gegründet. Anfang 2013 nahm die Band ihre erste EP Rot so rot auf. Produziert wurde sie von Victor Smolski. Nach ersten Konzerten in Deutschland im Jahr 2014 folgte ein Plattenvertrag bei Echozone, das erste Album Für euch erschien am 23. Oktober 2015. Während dieser Zeit verließ Mick Lück die Band. In der anschließenden Tour, unter anderem als Support für Ost+Front, folgten erste Konzerte in Österreich.
Weitere Touren folgten unter anderen 2018 und 2020 als Support von Heldmaschine. Im August 2019 verließ Gründungsmitglied Broschk die Band. Sein Nachfolger an der Gitarre wurde Viktor Wagner. Am 20. Mai 2022 erschien die Single Heile Segen. Am 16. September 2022 folgte die Veröffentlichung der Single So schön. Beide erschienen im Label Echozone. Schließlich erschien im Label Echozone am 7. Oktober 2022 das zweite Studioalbum So schön.
Die Band bezeichnet ihren Musikstil als „Neue Münsteraner Härte“.

## Rezeption
Metal.de kritisierte die Banalität der Texte von Rot, so rot und meinte:

„Die großen Lyriker […] würden sich allesamt im Grabe umdrehen angesichts solcher deutschsprachiger Peinlichkeiten, welche sich auf HEMESATHs Debüt “Rot, so rot” perlenschnurgleich aneinanderreihen.“

Ihr Debütalbum Für euch stieß nach Veröffentlichung auf gemischte Reaktionen. Das Musikmagazin Orkus nannte es „eine Fundgrube für Anhänger der Neuen Deutschen Härte“, nahm jedoch eine deutliche Ähnlichkeit zu Rammstein wahr.
Dagegen stellte der Sonic Seducer fest:

„Wer beim flüchtigen Vernehmen des Debütalbums von Hemesath eine allzu offensichtliche NDH-Trittbrett-fahrerei diagnostiziert, hat entweder den Volumen-regler auf Beichtstuhllautstärke eingestellt oder sollte sich beim Ohrenarzt mal gehörig die Lauscher ausfegen lassen.“

Powermetal.de hingegen kritisierte „unterirdisch schwach[e]“ Texte und zog das Fazit: „Dieses Album braucht kein Schwein!“
Die österreichische Seite Metal Underground urteilte:

„Hemesath servieren hier einen sehr tollen Rundling, welcher zwar als NDH betitelt wird, aber weitaus mehr zu bieten hat. Fusionierungen, sowie auch die Erweiterungen machen viel Laune und gehen gekonnt ins Gehör. Dunkler Rock eben, welcher mit viel Wiedererkennungswert für eine lange Unterhaltung sorgen wird.“

Zum zweiten Album schrieb Marcel Rapp für Powermetal.de, dass sich Hemesath auf dem Album zwischen den musikalischen Stylen des Alternative-, Gothic- und Melodic-Rock-Welten bewege und es sich um „Joachim Witt mit Melancholie, um Rammstein mit Melodie, um Mono Inc. mit etwas Härte und Oomph! mit kräftigem Alternative-Einschlag“ handelt.

„Kein Song gleicht dem vorhergehenden, tragen aber allesamt das Etikett Hemesath. Dazu die Texte, die das Leben schreibt und in eine doch nicht allzu triste Zukunft blicken lässt, ein Artwork, das viele Interpretationsmöglichkeiten offenbart und eine Gangart, die weniger Wert auf Effekthascherei, Fulminanz und metaphorischen Explosionen legt, sondern den Hörer schlichtweg auf seiner Reise begleitet. So schön eben.“

## Diskografie

### Alben
- 2015: Für euch, Label: Echozone, Veröffentlichungsdatum: 23. Oktober 2015
- 2022: So schön, Label: Echozone, Veröffentlichungsdatum: 7. Oktober 2022

### EPs
- 2013: Rot so rot

### Singles
- 2022: Heile Segen, Label: Echozone, Veröffentlichungsdatum: 20. Mai 2022
- 2022: So schön, Label: Echozone, Veröffentlichungsdatum: 16. September 2022